# Gare de Marmande
La gare de Marmande est une gare ferroviaire française de la ligne de Bordeaux-Saint-Jean à Sète-Ville, située à proximité du centre-ville de Marmande, sous-préfecture du département de Lot-et-Garonne, en région Nouvelle-Aquitaine.
Elle est mise en service en 1855 par la Compagnie des chemins de fer du Midi et du Canal latéral à la Garonne (Midi).
C'est une gare voyageurs de la Société nationale des chemins de fer français (SNCF) du réseau TER Nouvelle-Aquitaine, desservie par des trains Intercités et des trains express régionaux.

## Situation ferroviaire
Établie à 32 mètres d'altitude, la gare de Marmande est située au point kilométrique (PK) 78,815 de la ligne de Bordeaux-Saint-Jean à Sète-Ville, entre les gares ouvertes de Sainte-Bazeille et de Tonneins, s'intercale la gare de Gontaud - Fauguerolles (fermée).
Ancienne gare de bifurcation, elle est également l'origine de la ligne de Marmande à Mont-de-Marsan, partiellement déclassée et dont seul le trafic fret d'une installation terminale embranchée utilise la bifurcation, et l'aboutissement de la ligne de Magnac-Touvre à Marmande (déclassée).

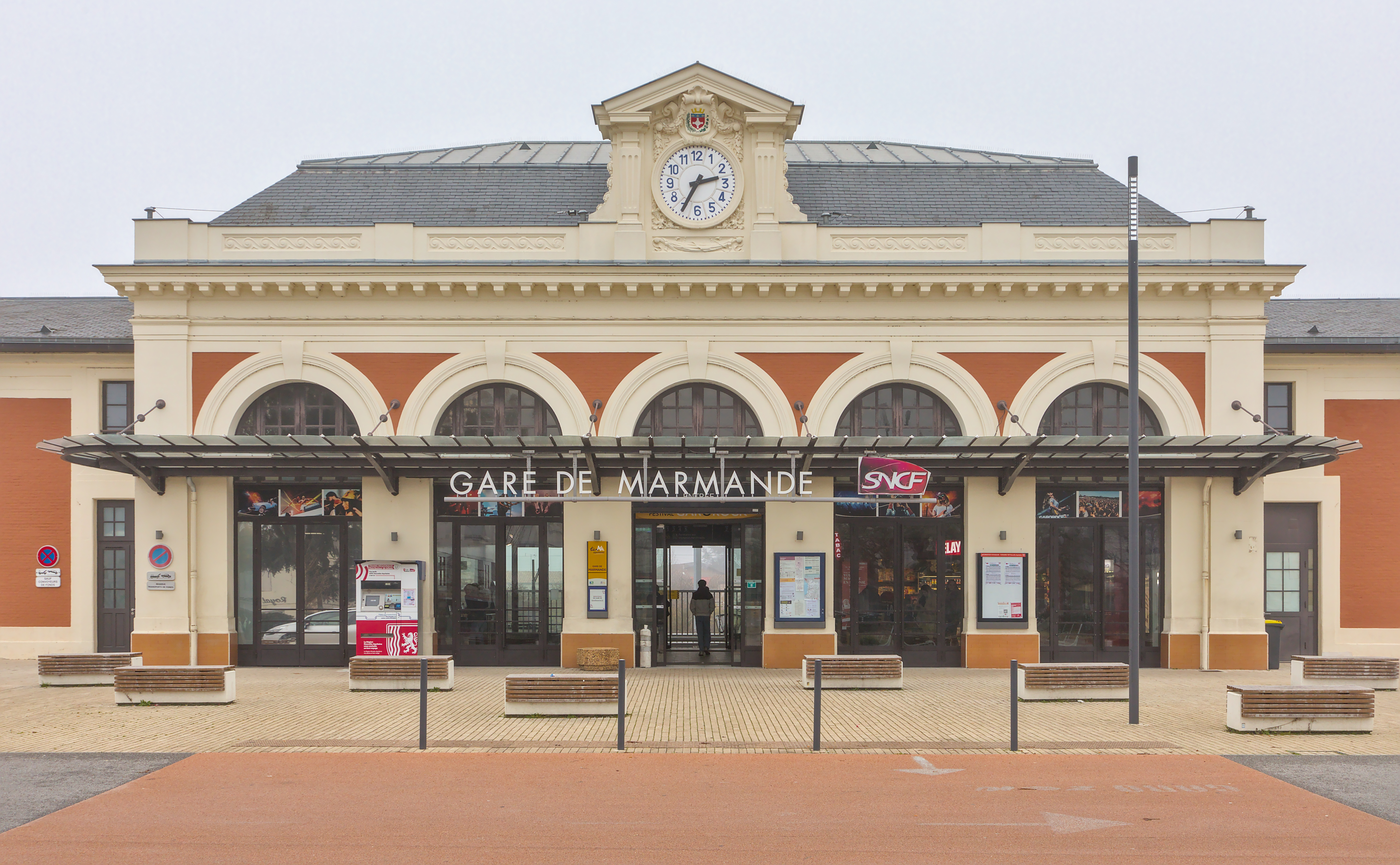
Corps central du bâtiment voyageurs.
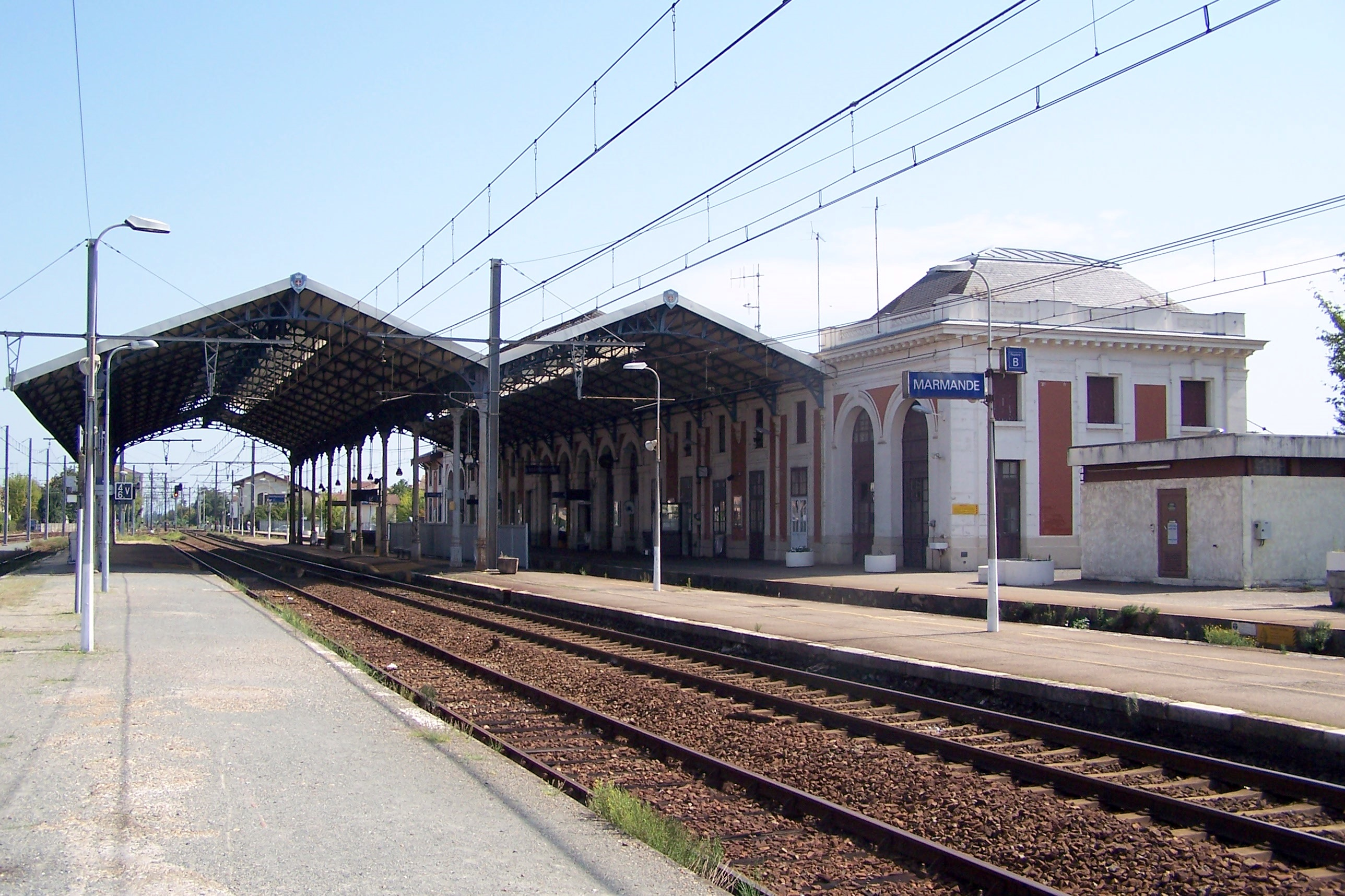
Voies et quais de la gare.

## Histoire
La station de Marmande est mise en service le 4 décembre 1855 par la Compagnie des chemins de fer du Midi et du Canal latéral à la Garonne (Midi), lorsqu'elle ouvre à l'exploitation la section de Langon à Tonneins de son chemin de fer de Bordeaux à Cette.
La compagnie du Midi indique, pour Marmande, une recette de 306 574 francs en 1874 et de 325 361 francs en 1876.
Elle devient une gare de bifurcation le 15 novembre 1886, lors de la mise en service de la section de Bergerac à Marmande, par la Compagnie du chemin de fer de Paris à Orléans (PO), de la ligne de Magnac - Touvre à Marmande, ouverte dans sa totalité en 1894. À la même époque, la Compagnie du Midi ouvre, le 23 mai 1891, la section de Marmande à Casteljaloux de sa ligne de Marmande à Mont-de-Marsan mise en service en totalité le 7 août 1893.
En 2014, c'est une gare voyageur d'intérêt régional (catégorie B : la fréquentation est supérieure ou égale à 100 000 voyageurs par an de 2010 à 2011), qui dispose de quatre quais (dont deux centraux), trois abris et une traversée de voie à niveau par le public (TVP).
En 2014, selon les estimations de la SNCF, la fréquentation annuelle de la gare était de 441 394 voyageurs.
En 2016, ce nombre se portait 433 512, en 2019, selon les estimations de la SNCF, la fréquentation annuelle de la gare était de 475 299 voyageurs.

## Service des voyageurs

### Accueil
Gare SNCF, elle dispose d'un bâtiment voyageurs, avec guichet, ouvert tous les jours. Elle est équipée d'automates pour l'achat de titres de transport TER. Elle dispose d'aménagements, équipements et services pour les personnes à la mobilité réduite.
Un passage à niveau planchéié permet la traversée des voies et l'accès aux quais.

### Desserte
Marmande est une gare voyageurs desservie par des trains des réseaux Intercités et TER Nouvelle-Aquitaine (relation Bordeaux - Langon - Agen).

### Intermodalité
Un parc pour les vélos et un parking pour les véhicules y sont aménagés.
Elle est desservie par des bus du réseau des transports en commun de Marmande (Evalys), ligne Marmande-Barbotan.